# Sacrilege
«Sacrilege» — перший сингл з четвертого студійного альбому Mosquito гурту Yeah Yeah Yeahs, що став доступним для цифрового завантаження 25 лютого 2013 року. Пісню записали на студії Sonic Ranch в Торнільйо, Техас; продюсерами виступили Девід Енрю Сітек, гітарист гурту TV on the Radio, та англійський музичний продюсер Нік Лоні.

## Виступи
Гурт з’явився у програмі «Вечірнє шоу з Девідом Леттерманом» 5 квітня 2013 року, де виконав «Sacrilege» у супроводі госпел-хору Broadway Inspirational Voices.

## Відгуки
«Sacrilege» отримала звання «найкраща нова музика» на сайті Pitchfork 26 лютого 2013 року.

## Музичний кліп
Кліп на пісню представили 26 березня 2013 року, його зняла студія Megaforce. У кліпі знялася британська модель Лілі Коул. Відео складається з хронологічно зворотньої послідовності подій, виходячи з яких проясняється їхня обґрунтованість. Учасники Yeah Yeah Yeahs в кліпі не з'являються.

## Список доріжок
| Цифрове завантаження | Цифрове завантаження | Цифрове завантаження |
| #                    | Назва                | Тривалість           |
| -------------------- | -------------------- | -------------------- |
| 1.                   | «Sacrilege»          | 3:50                 |

| 7" червоний вініл | 7" червоний вініл              | 7" червоний вініл |
| #                 | Назва                          | Тривалість        |
| ----------------- | ------------------------------ | ----------------- |
| 1.                | «Sacrilege»                    | 3:50              |
| 2.                | «Mosquito» (Live from Area 52) | 3:24              |

## Чарти
| Чарт                        | Найвища позиція |
| --------------------------- | --------------- |
| UK Singles Chart            | 172             |
| Billboard Alternative Songs | 33              |
| Billboard Rock Songs        | 49              |
| Ultratop 50                 | 74              |